# Bäckerschupfen

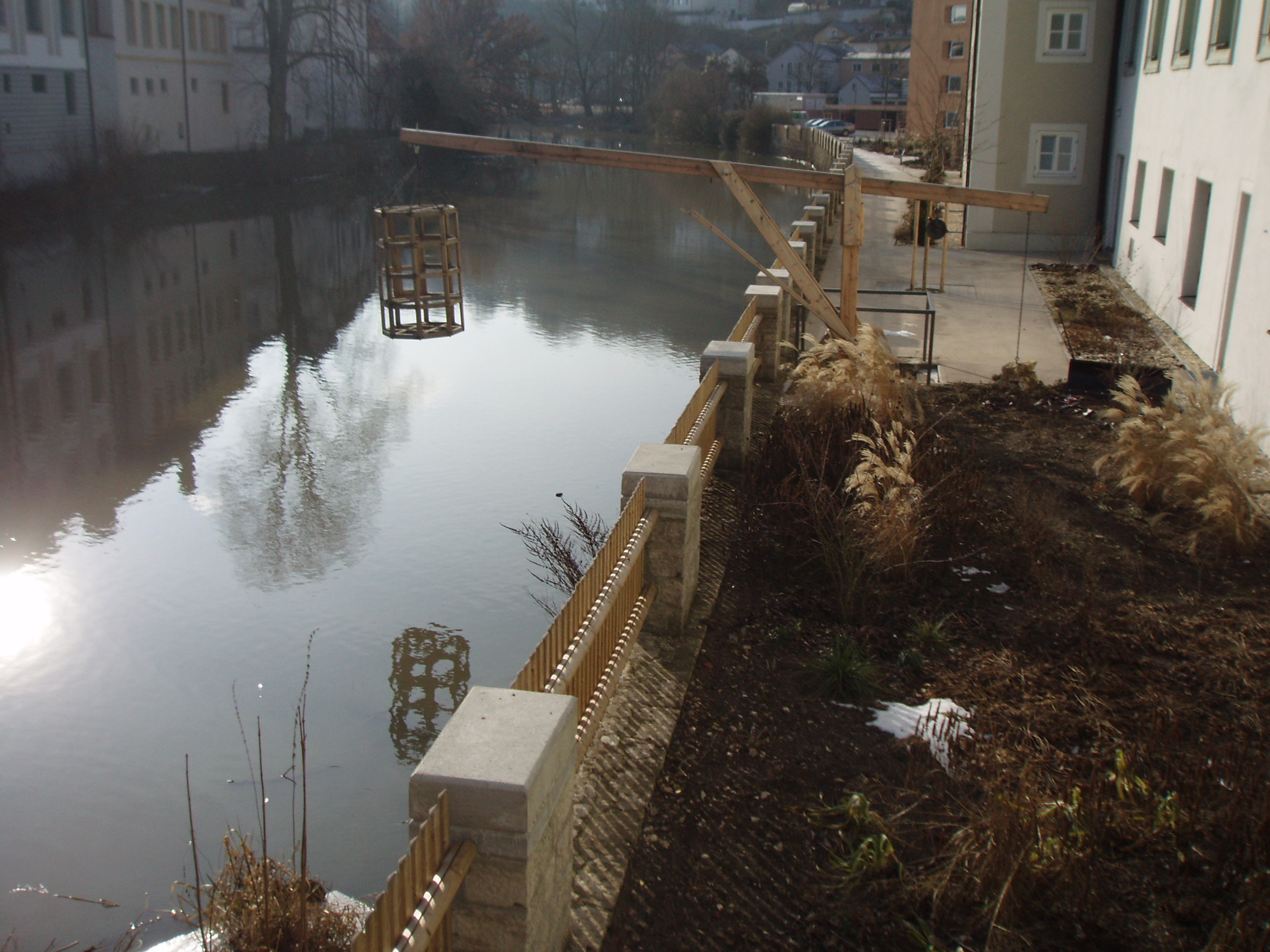
Vorrichtung zur Bäckertaufe in Eichstätt/Bayern

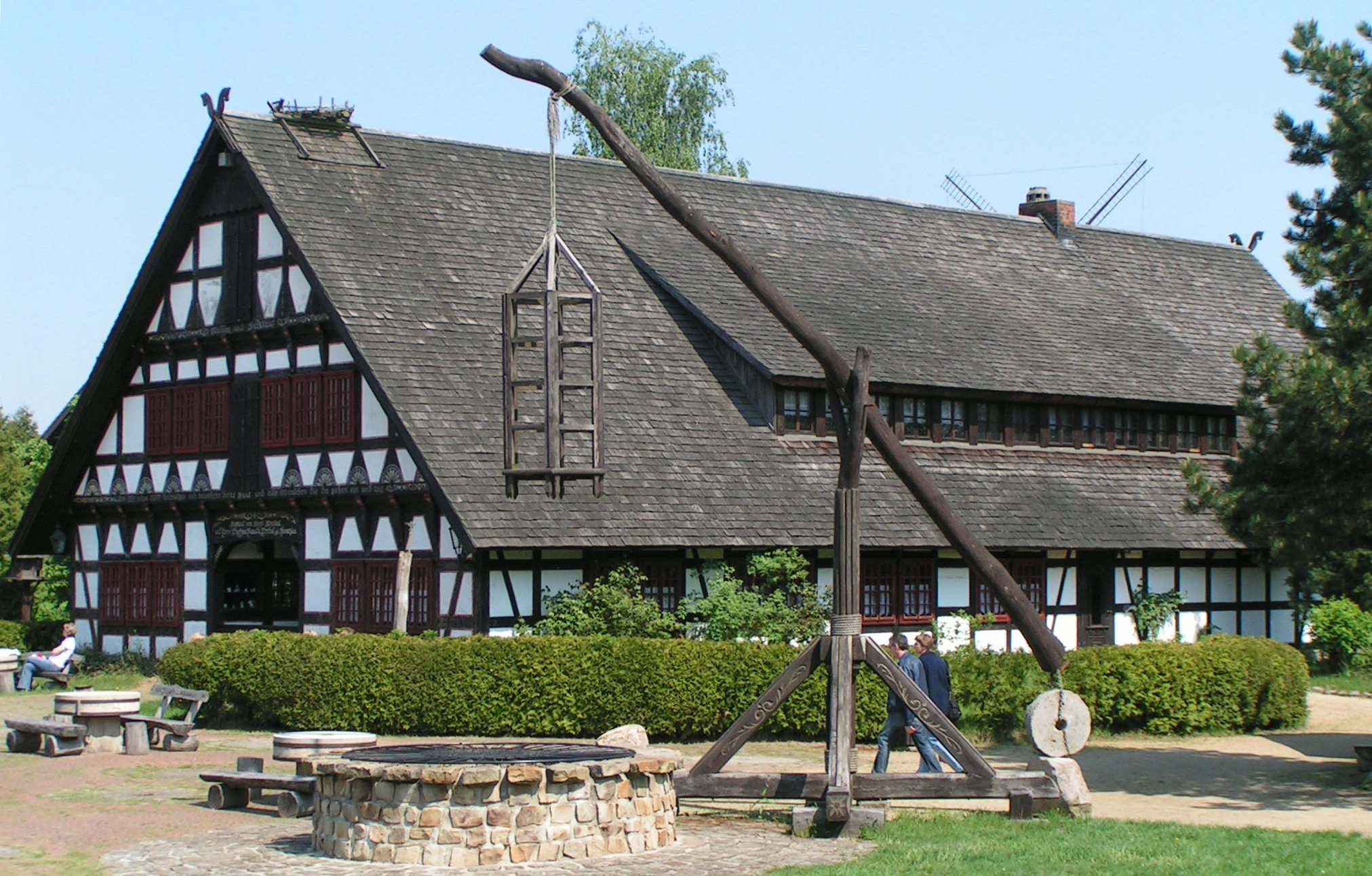
Bäckertaufe im Mühlenmuseum Gifhorn

Bäckerschupfen oder Bäckertaufe war ab dem Spätmittelalter bis ins 18. Jahrhundert eine Bestrafungsform für Bäcker, die Brot mit zu geringem Gewicht oder von minderwertiger Qualität herstellten.
Eine solche Bestrafung wurde von der Bevölkerung oft als eine Art von Volksfest gefeiert, bei dem der Bäcker öffentlich an den Pranger gestellt wurde. Der schuldig Gesprochene wurde in einem Schandkorb (Schupfe, Prelle) oder mittels einer Wippe einige Male in Wasser oder in Unrat getaucht, zusätzlich wurde er von den Anwesenden mit Steinen beworfen und gedemütigt.
Eine entsprechende Vorrichtung zur Durchführung zusammen mit einer historischen Anekdote über einen solchen Bäcker kann in Roth bei Nürnberg und im Internationalen Mühlenmuseum in Gifhorn besichtigt werden.